# سون هونگیی
سون هونگیی (انگلیسی: Sun Hongyi؛ زادهٔ ۲۸ ژوئیهٔ ۱۹۹۳) تکواندوکار اهل چین است. وی در بازی‌های المپیک تابستانی ۲۰۲۰ شرکت کرده‌است. 